# Macrosiphoniella kermanensis
Macrosiphoniella kermanensis är en insektsart som beskrevs av Mehrparvar och Rezwani 2007. Macrosiphoniella kermanensis ingår i släktet Macrosiphoniella och familjen långrörsbladlöss. Inga underarter finns listade i Catalogue of Life.